# متلازمة هورنر
متلازمة هورنر (بالإنجليزية:Horner's syndrome) هي مجموعة من الأعراض تنشأ عند تلف مجموعة من الأعصاب تعرف بالسِلْسِلَةٌ الوُدِّيَّة أو sympathetic chain . العلامات والأعراض تظهر على نفس ناحية السلسلة الودية التالفة.

## العلامات والأعراض
تشمل العلامات التي يمكن إيجادها على جانب الوجه المصاب:
- تدلي الجفن جزئياً
- (ارتفاع طفيف في الجفن العلوي)
- خوص كاذب
- انقطاع التعرق
- تقبض الحدقة
- تأخر اتساع الحدقة
- ملتحمة دموية
- فقدان المُنْعَكَسٌ الهَدَبِيٌّ النُخاعِيّ
- شعر مفرود على جانب واحد في حالة متلازمة هورنر الخلقية
- تغاير لون القزحيتين في حالة متلازمة هورنر الخلقية

## الأسباب
قد تكون متلازمة هورنر مكتسبة نتيجة مرض معين وقد تكون خلقية أيضاً أو قد تكون علاجية المنشأ. على الرغم من أن أغلب الأسباب تكون حميدة، ولكن قد تعكس المتلازمة مرض خطير في الرقبة أو في الصدر ( مثل وَرَمُ التَّلْمِ الرِّئَوِيّ وهو ورم في قمة الرئة).
يتم تقسيم الأسباب على حسب وجود وموقع انقطاع التعرق:

### مركزي
اتقطاع التعرق في الوجه، الذراع والجذع
- التصلب المتعدد
- أورام الدماغ
- تكهف النخاع

## التشخيص
توجد ثلاثة اختبارات لتأكيد وجود وشدة متلازمة هورنر:
- اختبار قطرة الكوكايين

قطرة الكوكايين للعين تمنع استرداد النورإبينفرين قبل العقدة مما يؤدي لاتساع حدقة العين نتيجة تراكم النورإبينفرين في التشابك العصبي.
- اختبار 4-هيدروكسي أمفيتامين.
- اختبار توسع الحدقة المتباطيء

## في الأطفال
السببان الأكثر شيوعاً لحدوث المتلازمة في الأطفال هما: صدمة أثناء الولادة و ورم الخلايا البدائية العصبية. في ثلث حالات الأطفال المصابين يكون السبب غير معروف.

## التاريخ
تم تسمية المتلازمة تيمناً بطبيب العيون السويسري جون فريدريك هورنر الذي وصف المتلازمة لأول مرة في عام 1869. في فرنسا وإيطاليا، يتم تسميتها تيمناً بكلود برنار حيث تعرف باسم ("متلازمة كلود برنار هورنر").